# گراند فورچه
گراند فورچه (به لاتین: Grande Fourche) یک کوه در سوئیس است که در کانتون وله واقع شده‌است. گراند فورچه ۳٬۶۱۰ متر بالاتر از سطح دریا واقع شده‌است.